# Rhopalaea respiciens
Rhopalaea respiciens is een zakpijpensoort uit de familie van de Diazonidae. De wetenschappelijke naam van de soort werd in 1991 voor het eerst geldig gepubliceerd door Claude Monniot.